# Cleistoiodophanus conglutinatus
Cleistoiodophanus conglutinatus är en svampart som beskrevs av J.L. Bezerra & Kimbr. 1976. Cleistoiodophanus conglutinatus ingår i släktet Cleistoiodophanus och familjen Pezizaceae.   Inga underarter finns listade i Catalogue of Life.